# 第460機甲旅団 (イスラエル国防軍)
第460"サンズ・オブ・ライト"機甲旅団（ヘブライ語: 460 חטיבה  (Hativa 460)、英語: 460th Armord Brigade）は、イスラエル陸軍南部軍第80地域師団に所属する常設の機甲科旅団の一つである。
第460機甲旅団は機甲学校 "バハード 5" の一部として機甲科訓練部隊の役割を担っている。

## 歴史
イスラエル地上軍の機甲訓練学校は1948年の初めに設立された。第一次中東戦争の戦闘期間中には、当時のイスラエルの保有する戦車は全て第8機甲旅団によって運用されており、機甲学校は活動を中止していた。戦闘終結後、1949年9月に機甲学校"バハード5"の名称が与えられた。
1956年の第二次中東戦争の後、イスラエル軍は機甲部隊の重要性を再認識し、機甲学校には第454機甲旅団として旅団番号が与えられた。
1973年の第四次中東戦争勃発時、南部シナイ半島に展開していた戦車部隊は緒戦の戦闘で大きな損害を受けた。これを受け、機甲学校の一部の戦車を徴発して第460機甲旅団が編成され、第14機甲旅団、第401機甲旅団と共に第252機甲師団の指揮下に入りシナイ半島での戦闘に参加した。創設時の旅団長はガビ・アミール大佐であった。この戦争後、第460機甲旅団は第454機甲旅団と共に戦車兵の訓練を行う部隊となった。
2003年に第454機甲旅団は第460機甲旅団に吸収されて統合され、第460機甲旅団が現在に至るまで、常設の戦車訓練部隊として引き続き活動している。尚、第460機甲旅団は有事の際には南部での軍事作戦に投入される事もある。2014年のプロテクティブ・エッジ作戦の際には第401機甲旅団と共に作戦投入された。この当時、第401機甲旅団のメルカバMk.4はトロフィーAPSを装備した"メルカバMk.4M"仕様に改修されていたが、平時には訓練部隊である第460機甲旅団のメルカバMk.4はトロフィーAPSが装備されていない状態であった。

## 編制
- 第195"アダム"戦車訓練大隊 (メルカバMK.4の訓練部隊、以前はメルカバMk.2の訓練部隊であった。)
- 第196"シャハク"戦車指揮官訓練大隊
- 第198"エズーズ"戦車訓練大隊 (メルカバMK.3の訓練部隊)
- 第532"シェラフ"戦車訓練大隊 (メルカバMK.4の訓練部隊)
- "マーゲン"戦車教官訓練大隊
- 第330戦闘支援訓練大隊